# Alcide d'Orbigny
Alcide Charles Victor Marie Dessalines d'Orbigny (Couëron (Loira Atlàntic), 6 de setembre de 1802 - Pierrefitte-sur-Seine (Sena aint-Denis), 30 de juny de 1857) va ser un naturalista francès que va fer aportacions en els camps de la zoologia (incloent la malacologia), paleontologia, geologia, arqueologia i antropologia.
La família d'Orbigny es va traslladar a La Rochelle el 1820, on Alcide va estudiar les criatures marines que va anomenar "foraminifera". A París va ser deixeble del geòleg Pierre Louis Antoine Cordier (1777-1861) i de Georges Cuvier. Durant tota la seva vida d'Orbigny va seguir les teories de Cuvier i oposr-se al Lamarquisme.

## Estada a Amèrica del Sud
D'Orbigny dins una missió del Museu de París va viatjar a Amèrica del Sud entre 1826 i 1833. Va tornar a França amb una gran col·lecció de més de 10.000 espècimens de biologia. Una part va descriure al seu llibre La Relation du Voyage dans l'Amérique Méridionale pendant les années 1826 à 1833 (París, 1824-47). El seu contemporani, Charles Darwin va dir que aquest llibre era «un dels més grans monuments de la ciència al segle XIX». D'Orbigny va assignar el nom comú de Rhea de Darwin a l'ocell sud-americà Rhea pennata.

## Després de 1840

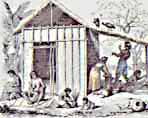
A la riba del Riu Magdalena.

El 1840, d'Orbigny va publicar La Paléontologie Française (8 volums) sobre fòssils de França. El 1849 va seguir sobre el mateix tema Prodrome de Paléontologie Stratigraphique, que conté unes 18.000 espècies amb comparacions bioestratigràfiques. El 1853 va esdevenir professor de paleontologia al Museu Nacional d'Història Natural i publicar el seu Cours élémentaire que va fer de la paleontologia una ciència independent de la zoologia. Actualment en aquest museu hi ha una Salle d'Orbigny sovint visitada pels experts.
Va descriure les primeres escales de temps de la geologia i definir nombrosos estrats geològics que encara s'usen com cronoestratigràfics. Va morir el 30 de juny del 1857 a Pierrefitte-sur-Seine, prop de París.

## Tàxons
Els següents tàxons, gèneres i espècies van rebre el seu nom:
- Nerocila orbignyi (Guérin, 1832)
- Alcidia Bourguignat, 1889
- Ampullaria dorbignyana Philippi, 1851
- Pinna dorbignyi Hanley, 1858
- Haminoea orbignyana A. de Férussac, 1822
- Pink Cuttlefish, Sepia orbignyana Férussac, 1826
- Orbignya speciosa (Mart. ex Spreng.) Barb.Rodr. - Palmerabrasilera "Babaçu"
- Potamotrygon orbignyi (Castelnau, 1855)